# ثمرة تفاحية

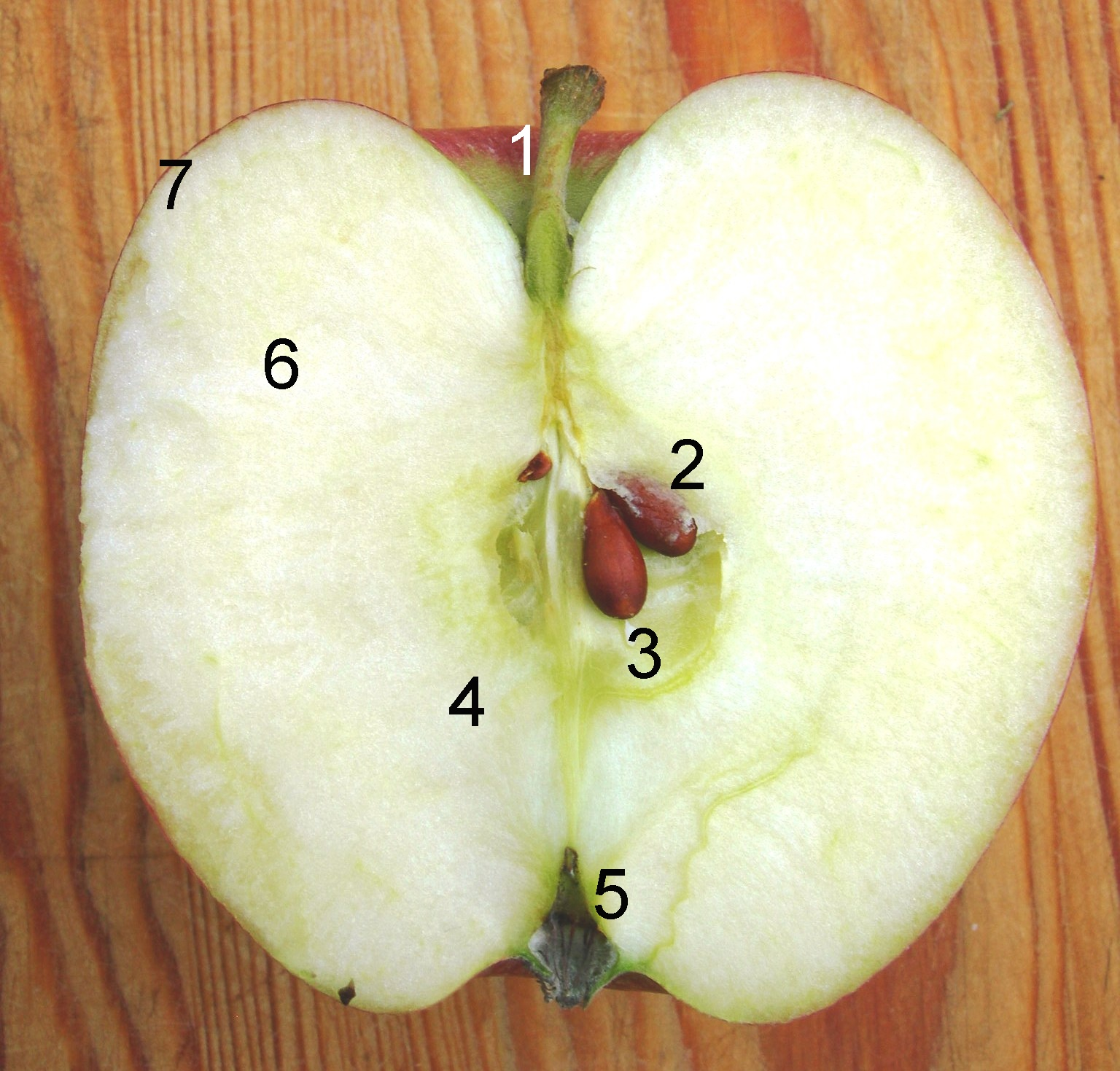

الثمرة التفاحية (بالإنجليزية: Pome)‏ هي ثمرة أشجار التفاح الكمثرى السفرجل ومجموعة التفاحيات ضمن الفصيلة الوردية. تتكون من مبيض الزهرة (وهو يكون قلب الثمرة حيث توجد البذور) إضافة إلى تخت الزهرة الذي يشكل لب الثمرة القابل للأكل.